# Canillejas metróállomás
Canillejas metróállomás Spanyolország fővárosában, Madridban a madridi metró 5-ös vonalán.

## Metróvonalak
Az állomást az alábbi metróvonalak érintik:
- 5-ös metróvonal

## Kapcsolódó állomások
A metróállomáshoz az alábbi állomások vannak a legközelebb:
- Torre Arias (Casa de Campo, 5-ös metróvonal)
- El Capricho (Alameda de Osuna, 5-ös metróvonal)